# Magdalenasaura adercum
Magdalenasaura adercum — вид ящірок родини гімнофтальмових (Gymnophthalmidae). Описаний у 2020 році.

## Поширення
Ендемік Колумбії. Поширений в департаменті Антіокія на східних схилах північної частини хребта Кордильєра-Сентраль.

## Опис
Ящірка завдовжки 4,2 см. Верхня частина тіла червона з чорними цятками. Боки і нижня частина тіла чорні з численними білими цятками.